# Cuvette (récipient)
Pour les articles homonymes, voir Cuvette.

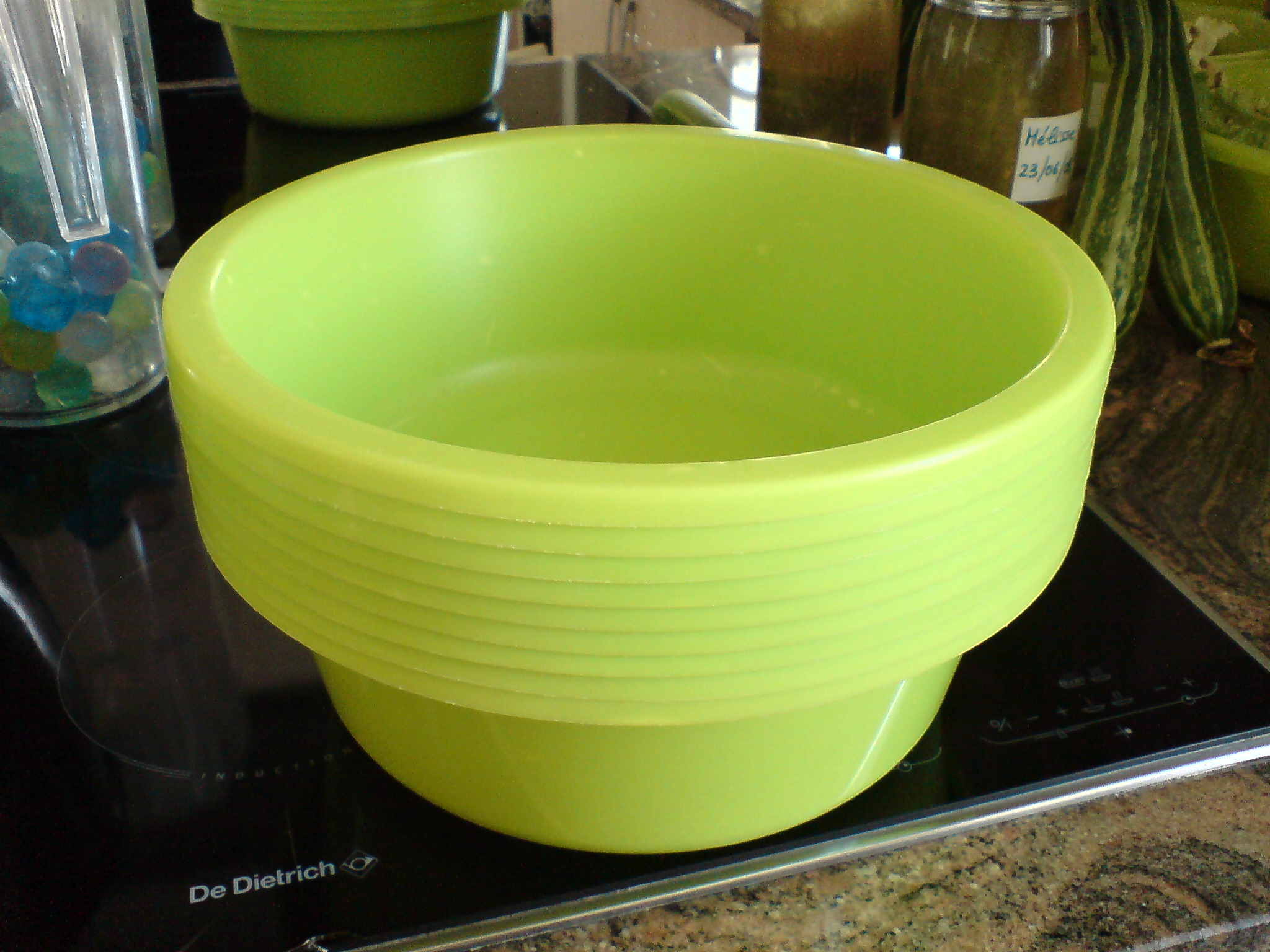
Une pile de cuvettes en plastique.

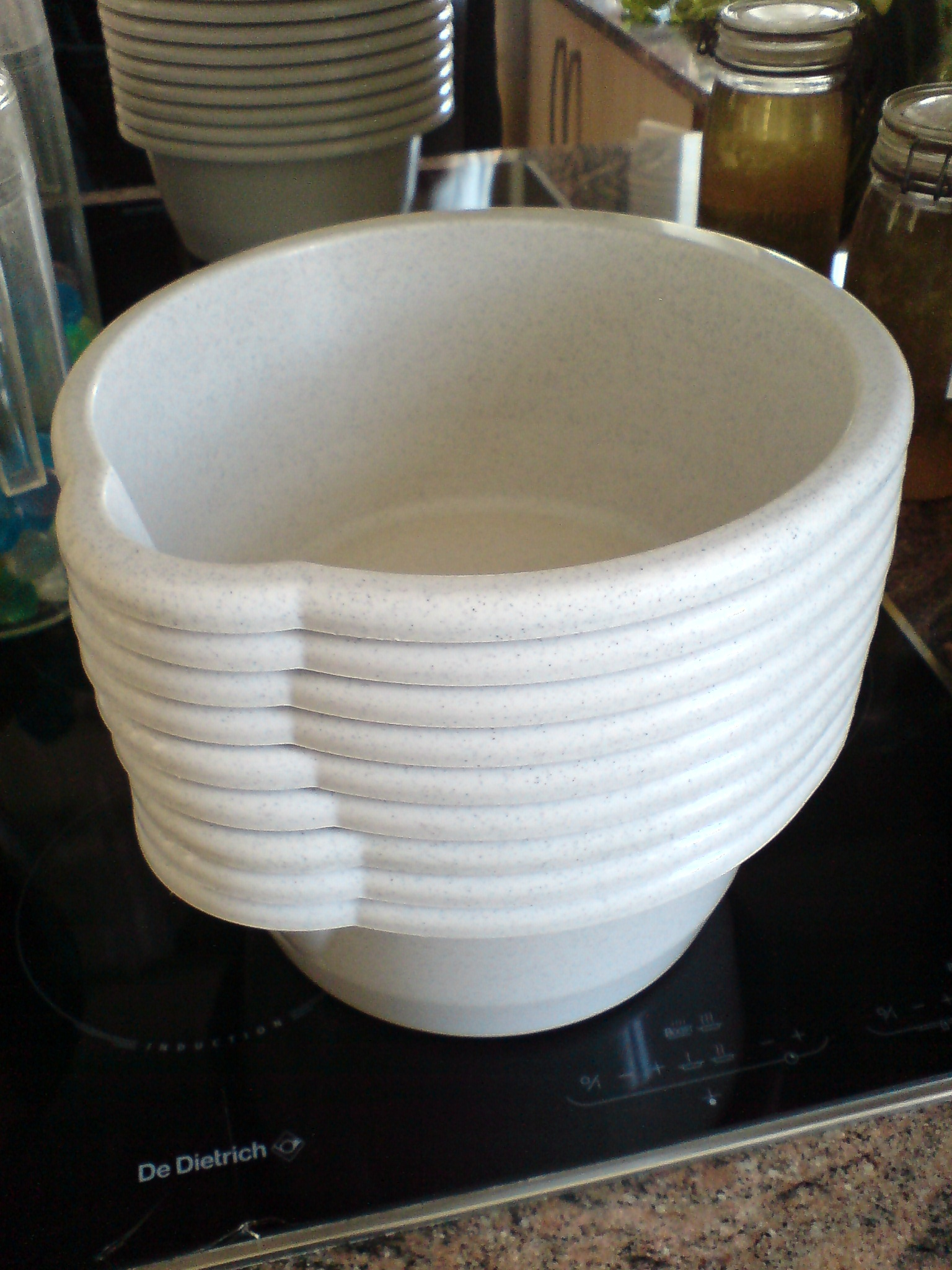
Certaines cuvettes plus utilisées en cuisine ont un petit bec verseur.

Une cuvette est un récipient large et peu profond à bords évasés, souvent en matière plastique et qui a soit la forme d'une demi-sphère, soit une forme cylindrique ou rectangulaire, servant à divers usages domestiques ou utilisé en laboratoire. Le bord de ce type de cuvette est replié vers l'extérieur afin de faciliter sa prise en main. Les grandes cuvettes ont une poignée sous forme de trou.
Une cuvette peut désigner aussi un récipient fixe profond, en forme d'entonnoir (cuvette de toilettes, de tuyau de descente). 